# Problemes d'escacs humorístics
Els problemes d'escacs humorístics són puzles d'escacs en què s'usa l'humor com a primera o segona característica. Tot i que molts del problemes d'escacs, com altres formes creatives, són apreciats pel seu nivell artístic (Grimshaw, Novotny, i Lacny), els problemes d'escacs humorístics són divertits per tenir un gir conceptual poc habitual. En alguns casos, el compositor juga amb trucs per evitar que es resolgui satisfactòriament amb l'anàlisi típic d'un escaquista normal. En altres casos, l'humor en aquests problemes deriva d'una posició final inusual. A diferència dels puzles ordinaris, els problemes d'escacs humorístics poden implicar una solució que viola la lògica interna o les regles del joc.

## Problemes auto-resolubles
|   | a | b | c | d | e | f | g | h |   |
| 8 | a8 blanques rei · c8 negres rei · a7 blanques peó · c7 blanques peó · d7 negres peó · b6 negres peó · d6 blanques peó · a4 negres peó · a3 blanques peó · d3 blanques peó | a8 blanques rei · c8 negres rei · a7 blanques peó · c7 blanques peó · d7 negres peó · b6 negres peó · d6 blanques peó · a4 negres peó · a3 blanques peó · d3 blanques peó | a8 blanques rei · c8 negres rei · a7 blanques peó · c7 blanques peó · d7 negres peó · b6 negres peó · d6 blanques peó · a4 negres peó · a3 blanques peó · d3 blanques peó | a8 blanques rei · c8 negres rei · a7 blanques peó · c7 blanques peó · d7 negres peó · b6 negres peó · d6 blanques peó · a4 negres peó · a3 blanques peó · d3 blanques peó | a8 blanques rei · c8 negres rei · a7 blanques peó · c7 blanques peó · d7 negres peó · b6 negres peó · d6 blanques peó · a4 negres peó · a3 blanques peó · d3 blanques peó | a8 blanques rei · c8 negres rei · a7 blanques peó · c7 blanques peó · d7 negres peó · b6 negres peó · d6 blanques peó · a4 negres peó · a3 blanques peó · d3 blanques peó | a8 blanques rei · c8 negres rei · a7 blanques peó · c7 blanques peó · d7 negres peó · b6 negres peó · d6 blanques peó · a4 negres peó · a3 blanques peó · d3 blanques peó | a8 blanques rei · c8 negres rei · a7 blanques peó · c7 blanques peó · d7 negres peó · b6 negres peó · d6 blanques peó · a4 negres peó · a3 blanques peó · d3 blanques peó | 8 |
| 7 | a8 blanques rei · c8 negres rei · a7 blanques peó · c7 blanques peó · d7 negres peó · b6 negres peó · d6 blanques peó · a4 negres peó · a3 blanques peó · d3 blanques peó | a8 blanques rei · c8 negres rei · a7 blanques peó · c7 blanques peó · d7 negres peó · b6 negres peó · d6 blanques peó · a4 negres peó · a3 blanques peó · d3 blanques peó | a8 blanques rei · c8 negres rei · a7 blanques peó · c7 blanques peó · d7 negres peó · b6 negres peó · d6 blanques peó · a4 negres peó · a3 blanques peó · d3 blanques peó | a8 blanques rei · c8 negres rei · a7 blanques peó · c7 blanques peó · d7 negres peó · b6 negres peó · d6 blanques peó · a4 negres peó · a3 blanques peó · d3 blanques peó | a8 blanques rei · c8 negres rei · a7 blanques peó · c7 blanques peó · d7 negres peó · b6 negres peó · d6 blanques peó · a4 negres peó · a3 blanques peó · d3 blanques peó | a8 blanques rei · c8 negres rei · a7 blanques peó · c7 blanques peó · d7 negres peó · b6 negres peó · d6 blanques peó · a4 negres peó · a3 blanques peó · d3 blanques peó | a8 blanques rei · c8 negres rei · a7 blanques peó · c7 blanques peó · d7 negres peó · b6 negres peó · d6 blanques peó · a4 negres peó · a3 blanques peó · d3 blanques peó | a8 blanques rei · c8 negres rei · a7 blanques peó · c7 blanques peó · d7 negres peó · b6 negres peó · d6 blanques peó · a4 negres peó · a3 blanques peó · d3 blanques peó | 7 |
| 6 | a8 blanques rei · c8 negres rei · a7 blanques peó · c7 blanques peó · d7 negres peó · b6 negres peó · d6 blanques peó · a4 negres peó · a3 blanques peó · d3 blanques peó | a8 blanques rei · c8 negres rei · a7 blanques peó · c7 blanques peó · d7 negres peó · b6 negres peó · d6 blanques peó · a4 negres peó · a3 blanques peó · d3 blanques peó | a8 blanques rei · c8 negres rei · a7 blanques peó · c7 blanques peó · d7 negres peó · b6 negres peó · d6 blanques peó · a4 negres peó · a3 blanques peó · d3 blanques peó | a8 blanques rei · c8 negres rei · a7 blanques peó · c7 blanques peó · d7 negres peó · b6 negres peó · d6 blanques peó · a4 negres peó · a3 blanques peó · d3 blanques peó | a8 blanques rei · c8 negres rei · a7 blanques peó · c7 blanques peó · d7 negres peó · b6 negres peó · d6 blanques peó · a4 negres peó · a3 blanques peó · d3 blanques peó | a8 blanques rei · c8 negres rei · a7 blanques peó · c7 blanques peó · d7 negres peó · b6 negres peó · d6 blanques peó · a4 negres peó · a3 blanques peó · d3 blanques peó | a8 blanques rei · c8 negres rei · a7 blanques peó · c7 blanques peó · d7 negres peó · b6 negres peó · d6 blanques peó · a4 negres peó · a3 blanques peó · d3 blanques peó | a8 blanques rei · c8 negres rei · a7 blanques peó · c7 blanques peó · d7 negres peó · b6 negres peó · d6 blanques peó · a4 negres peó · a3 blanques peó · d3 blanques peó | 6 |
| 5 | a8 blanques rei · c8 negres rei · a7 blanques peó · c7 blanques peó · d7 negres peó · b6 negres peó · d6 blanques peó · a4 negres peó · a3 blanques peó · d3 blanques peó | a8 blanques rei · c8 negres rei · a7 blanques peó · c7 blanques peó · d7 negres peó · b6 negres peó · d6 blanques peó · a4 negres peó · a3 blanques peó · d3 blanques peó | a8 blanques rei · c8 negres rei · a7 blanques peó · c7 blanques peó · d7 negres peó · b6 negres peó · d6 blanques peó · a4 negres peó · a3 blanques peó · d3 blanques peó | a8 blanques rei · c8 negres rei · a7 blanques peó · c7 blanques peó · d7 negres peó · b6 negres peó · d6 blanques peó · a4 negres peó · a3 blanques peó · d3 blanques peó | a8 blanques rei · c8 negres rei · a7 blanques peó · c7 blanques peó · d7 negres peó · b6 negres peó · d6 blanques peó · a4 negres peó · a3 blanques peó · d3 blanques peó | a8 blanques rei · c8 negres rei · a7 blanques peó · c7 blanques peó · d7 negres peó · b6 negres peó · d6 blanques peó · a4 negres peó · a3 blanques peó · d3 blanques peó | a8 blanques rei · c8 negres rei · a7 blanques peó · c7 blanques peó · d7 negres peó · b6 negres peó · d6 blanques peó · a4 negres peó · a3 blanques peó · d3 blanques peó | a8 blanques rei · c8 negres rei · a7 blanques peó · c7 blanques peó · d7 negres peó · b6 negres peó · d6 blanques peó · a4 negres peó · a3 blanques peó · d3 blanques peó | 5 |
| 4 | a8 blanques rei · c8 negres rei · a7 blanques peó · c7 blanques peó · d7 negres peó · b6 negres peó · d6 blanques peó · a4 negres peó · a3 blanques peó · d3 blanques peó | a8 blanques rei · c8 negres rei · a7 blanques peó · c7 blanques peó · d7 negres peó · b6 negres peó · d6 blanques peó · a4 negres peó · a3 blanques peó · d3 blanques peó | a8 blanques rei · c8 negres rei · a7 blanques peó · c7 blanques peó · d7 negres peó · b6 negres peó · d6 blanques peó · a4 negres peó · a3 blanques peó · d3 blanques peó | a8 blanques rei · c8 negres rei · a7 blanques peó · c7 blanques peó · d7 negres peó · b6 negres peó · d6 blanques peó · a4 negres peó · a3 blanques peó · d3 blanques peó | a8 blanques rei · c8 negres rei · a7 blanques peó · c7 blanques peó · d7 negres peó · b6 negres peó · d6 blanques peó · a4 negres peó · a3 blanques peó · d3 blanques peó | a8 blanques rei · c8 negres rei · a7 blanques peó · c7 blanques peó · d7 negres peó · b6 negres peó · d6 blanques peó · a4 negres peó · a3 blanques peó · d3 blanques peó | a8 blanques rei · c8 negres rei · a7 blanques peó · c7 blanques peó · d7 negres peó · b6 negres peó · d6 blanques peó · a4 negres peó · a3 blanques peó · d3 blanques peó | a8 blanques rei · c8 negres rei · a7 blanques peó · c7 blanques peó · d7 negres peó · b6 negres peó · d6 blanques peó · a4 negres peó · a3 blanques peó · d3 blanques peó | 4 |
| 3 | a8 blanques rei · c8 negres rei · a7 blanques peó · c7 blanques peó · d7 negres peó · b6 negres peó · d6 blanques peó · a4 negres peó · a3 blanques peó · d3 blanques peó | a8 blanques rei · c8 negres rei · a7 blanques peó · c7 blanques peó · d7 negres peó · b6 negres peó · d6 blanques peó · a4 negres peó · a3 blanques peó · d3 blanques peó | a8 blanques rei · c8 negres rei · a7 blanques peó · c7 blanques peó · d7 negres peó · b6 negres peó · d6 blanques peó · a4 negres peó · a3 blanques peó · d3 blanques peó | a8 blanques rei · c8 negres rei · a7 blanques peó · c7 blanques peó · d7 negres peó · b6 negres peó · d6 blanques peó · a4 negres peó · a3 blanques peó · d3 blanques peó | a8 blanques rei · c8 negres rei · a7 blanques peó · c7 blanques peó · d7 negres peó · b6 negres peó · d6 blanques peó · a4 negres peó · a3 blanques peó · d3 blanques peó | a8 blanques rei · c8 negres rei · a7 blanques peó · c7 blanques peó · d7 negres peó · b6 negres peó · d6 blanques peó · a4 negres peó · a3 blanques peó · d3 blanques peó | a8 blanques rei · c8 negres rei · a7 blanques peó · c7 blanques peó · d7 negres peó · b6 negres peó · d6 blanques peó · a4 negres peó · a3 blanques peó · d3 blanques peó | a8 blanques rei · c8 negres rei · a7 blanques peó · c7 blanques peó · d7 negres peó · b6 negres peó · d6 blanques peó · a4 negres peó · a3 blanques peó · d3 blanques peó | 3 |
| 2 | a8 blanques rei · c8 negres rei · a7 blanques peó · c7 blanques peó · d7 negres peó · b6 negres peó · d6 blanques peó · a4 negres peó · a3 blanques peó · d3 blanques peó | a8 blanques rei · c8 negres rei · a7 blanques peó · c7 blanques peó · d7 negres peó · b6 negres peó · d6 blanques peó · a4 negres peó · a3 blanques peó · d3 blanques peó | a8 blanques rei · c8 negres rei · a7 blanques peó · c7 blanques peó · d7 negres peó · b6 negres peó · d6 blanques peó · a4 negres peó · a3 blanques peó · d3 blanques peó | a8 blanques rei · c8 negres rei · a7 blanques peó · c7 blanques peó · d7 negres peó · b6 negres peó · d6 blanques peó · a4 negres peó · a3 blanques peó · d3 blanques peó | a8 blanques rei · c8 negres rei · a7 blanques peó · c7 blanques peó · d7 negres peó · b6 negres peó · d6 blanques peó · a4 negres peó · a3 blanques peó · d3 blanques peó | a8 blanques rei · c8 negres rei · a7 blanques peó · c7 blanques peó · d7 negres peó · b6 negres peó · d6 blanques peó · a4 negres peó · a3 blanques peó · d3 blanques peó | a8 blanques rei · c8 negres rei · a7 blanques peó · c7 blanques peó · d7 negres peó · b6 negres peó · d6 blanques peó · a4 negres peó · a3 blanques peó · d3 blanques peó | a8 blanques rei · c8 negres rei · a7 blanques peó · c7 blanques peó · d7 negres peó · b6 negres peó · d6 blanques peó · a4 negres peó · a3 blanques peó · d3 blanques peó | 2 |
| 1 | a8 blanques rei · c8 negres rei · a7 blanques peó · c7 blanques peó · d7 negres peó · b6 negres peó · d6 blanques peó · a4 negres peó · a3 blanques peó · d3 blanques peó | a8 blanques rei · c8 negres rei · a7 blanques peó · c7 blanques peó · d7 negres peó · b6 negres peó · d6 blanques peó · a4 negres peó · a3 blanques peó · d3 blanques peó | a8 blanques rei · c8 negres rei · a7 blanques peó · c7 blanques peó · d7 negres peó · b6 negres peó · d6 blanques peó · a4 negres peó · a3 blanques peó · d3 blanques peó | a8 blanques rei · c8 negres rei · a7 blanques peó · c7 blanques peó · d7 negres peó · b6 negres peó · d6 blanques peó · a4 negres peó · a3 blanques peó · d3 blanques peó | a8 blanques rei · c8 negres rei · a7 blanques peó · c7 blanques peó · d7 negres peó · b6 negres peó · d6 blanques peó · a4 negres peó · a3 blanques peó · d3 blanques peó | a8 blanques rei · c8 negres rei · a7 blanques peó · c7 blanques peó · d7 negres peó · b6 negres peó · d6 blanques peó · a4 negres peó · a3 blanques peó · d3 blanques peó | a8 blanques rei · c8 negres rei · a7 blanques peó · c7 blanques peó · d7 negres peó · b6 negres peó · d6 blanques peó · a4 negres peó · a3 blanques peó · d3 blanques peó | a8 blanques rei · c8 negres rei · a7 blanques peó · c7 blanques peó · d7 negres peó · b6 negres peó · d6 blanques peó · a4 negres peó · a3 blanques peó · d3 blanques peó | 1 |
|   | a | b | c | d | e | f | g | h |   |

Alguns problemes d'escacs no són realment puzles del tot. En el diagrama de la dreta, es pregunta a les blanques sobre l'escac i mat a les negres en sis moviments. La broma en aquest cas és que, amb les regles dels escacs, les blanques no tenen cap més remei que fer escac i mat en sis moviments: els únics moviments permesos porten directament a la "solució". La solució és 1.d4 b5 2.d5 b4 3.axb4 a3 4.b5 a2 5.b6 a1=qualsevol 6.b7 i escac i mat. Tim Krabbé proporciona altres exemples a la seva pàgina web d'escacs.

## Interpretacions poc convencionals de les regles dels escacs
|   | a                                                                                       | b                                                                                       | c                                                                                       | d                                                                                       | e                                                                                       | f                                                                                       | g                                                                                       | h                                                                                       |   |
| 8 | a8 negres torre · a7 negres rei · b7 blanques peó · c7 blanques torre · a5 blanques rei | a8 negres torre · a7 negres rei · b7 blanques peó · c7 blanques torre · a5 blanques rei | a8 negres torre · a7 negres rei · b7 blanques peó · c7 blanques torre · a5 blanques rei | a8 negres torre · a7 negres rei · b7 blanques peó · c7 blanques torre · a5 blanques rei | a8 negres torre · a7 negres rei · b7 blanques peó · c7 blanques torre · a5 blanques rei | a8 negres torre · a7 negres rei · b7 blanques peó · c7 blanques torre · a5 blanques rei | a8 negres torre · a7 negres rei · b7 blanques peó · c7 blanques torre · a5 blanques rei | a8 negres torre · a7 negres rei · b7 blanques peó · c7 blanques torre · a5 blanques rei | 8 |
| 7 | a8 negres torre · a7 negres rei · b7 blanques peó · c7 blanques torre · a5 blanques rei | a8 negres torre · a7 negres rei · b7 blanques peó · c7 blanques torre · a5 blanques rei | a8 negres torre · a7 negres rei · b7 blanques peó · c7 blanques torre · a5 blanques rei | a8 negres torre · a7 negres rei · b7 blanques peó · c7 blanques torre · a5 blanques rei | a8 negres torre · a7 negres rei · b7 blanques peó · c7 blanques torre · a5 blanques rei | a8 negres torre · a7 negres rei · b7 blanques peó · c7 blanques torre · a5 blanques rei | a8 negres torre · a7 negres rei · b7 blanques peó · c7 blanques torre · a5 blanques rei | a8 negres torre · a7 negres rei · b7 blanques peó · c7 blanques torre · a5 blanques rei | 7 |
| 6 | a8 negres torre · a7 negres rei · b7 blanques peó · c7 blanques torre · a5 blanques rei | a8 negres torre · a7 negres rei · b7 blanques peó · c7 blanques torre · a5 blanques rei | a8 negres torre · a7 negres rei · b7 blanques peó · c7 blanques torre · a5 blanques rei | a8 negres torre · a7 negres rei · b7 blanques peó · c7 blanques torre · a5 blanques rei | a8 negres torre · a7 negres rei · b7 blanques peó · c7 blanques torre · a5 blanques rei | a8 negres torre · a7 negres rei · b7 blanques peó · c7 blanques torre · a5 blanques rei | a8 negres torre · a7 negres rei · b7 blanques peó · c7 blanques torre · a5 blanques rei | a8 negres torre · a7 negres rei · b7 blanques peó · c7 blanques torre · a5 blanques rei | 6 |
| 5 | a8 negres torre · a7 negres rei · b7 blanques peó · c7 blanques torre · a5 blanques rei | a8 negres torre · a7 negres rei · b7 blanques peó · c7 blanques torre · a5 blanques rei | a8 negres torre · a7 negres rei · b7 blanques peó · c7 blanques torre · a5 blanques rei | a8 negres torre · a7 negres rei · b7 blanques peó · c7 blanques torre · a5 blanques rei | a8 negres torre · a7 negres rei · b7 blanques peó · c7 blanques torre · a5 blanques rei | a8 negres torre · a7 negres rei · b7 blanques peó · c7 blanques torre · a5 blanques rei | a8 negres torre · a7 negres rei · b7 blanques peó · c7 blanques torre · a5 blanques rei | a8 negres torre · a7 negres rei · b7 blanques peó · c7 blanques torre · a5 blanques rei | 5 |
| 4 | a8 negres torre · a7 negres rei · b7 blanques peó · c7 blanques torre · a5 blanques rei | a8 negres torre · a7 negres rei · b7 blanques peó · c7 blanques torre · a5 blanques rei | a8 negres torre · a7 negres rei · b7 blanques peó · c7 blanques torre · a5 blanques rei | a8 negres torre · a7 negres rei · b7 blanques peó · c7 blanques torre · a5 blanques rei | a8 negres torre · a7 negres rei · b7 blanques peó · c7 blanques torre · a5 blanques rei | a8 negres torre · a7 negres rei · b7 blanques peó · c7 blanques torre · a5 blanques rei | a8 negres torre · a7 negres rei · b7 blanques peó · c7 blanques torre · a5 blanques rei | a8 negres torre · a7 negres rei · b7 blanques peó · c7 blanques torre · a5 blanques rei | 4 |
| 3 | a8 negres torre · a7 negres rei · b7 blanques peó · c7 blanques torre · a5 blanques rei | a8 negres torre · a7 negres rei · b7 blanques peó · c7 blanques torre · a5 blanques rei | a8 negres torre · a7 negres rei · b7 blanques peó · c7 blanques torre · a5 blanques rei | a8 negres torre · a7 negres rei · b7 blanques peó · c7 blanques torre · a5 blanques rei | a8 negres torre · a7 negres rei · b7 blanques peó · c7 blanques torre · a5 blanques rei | a8 negres torre · a7 negres rei · b7 blanques peó · c7 blanques torre · a5 blanques rei | a8 negres torre · a7 negres rei · b7 blanques peó · c7 blanques torre · a5 blanques rei | a8 negres torre · a7 negres rei · b7 blanques peó · c7 blanques torre · a5 blanques rei | 3 |
| 2 | a8 negres torre · a7 negres rei · b7 blanques peó · c7 blanques torre · a5 blanques rei | a8 negres torre · a7 negres rei · b7 blanques peó · c7 blanques torre · a5 blanques rei | a8 negres torre · a7 negres rei · b7 blanques peó · c7 blanques torre · a5 blanques rei | a8 negres torre · a7 negres rei · b7 blanques peó · c7 blanques torre · a5 blanques rei | a8 negres torre · a7 negres rei · b7 blanques peó · c7 blanques torre · a5 blanques rei | a8 negres torre · a7 negres rei · b7 blanques peó · c7 blanques torre · a5 blanques rei | a8 negres torre · a7 negres rei · b7 blanques peó · c7 blanques torre · a5 blanques rei | a8 negres torre · a7 negres rei · b7 blanques peó · c7 blanques torre · a5 blanques rei | 2 |
| 1 | a8 negres torre · a7 negres rei · b7 blanques peó · c7 blanques torre · a5 blanques rei | a8 negres torre · a7 negres rei · b7 blanques peó · c7 blanques torre · a5 blanques rei | a8 negres torre · a7 negres rei · b7 blanques peó · c7 blanques torre · a5 blanques rei | a8 negres torre · a7 negres rei · b7 blanques peó · c7 blanques torre · a5 blanques rei | a8 negres torre · a7 negres rei · b7 blanques peó · c7 blanques torre · a5 blanques rei | a8 negres torre · a7 negres rei · b7 blanques peó · c7 blanques torre · a5 blanques rei | a8 negres torre · a7 negres rei · b7 blanques peó · c7 blanques torre · a5 blanques rei | a8 negres torre · a7 negres rei · b7 blanques peó · c7 blanques torre · a5 blanques rei | 1 |
|   | a                                                                                       | b                                                                                       | c                                                                                       | d                                                                                       | e                                                                                       | f                                                                                       | g                                                                                       | h                                                                                       |   |

|   | a | b | c | d | e | f | g | h |   |
| 8 | e6 blanques peó · d5 negres peó · c4 negres peó · g4 negres peó · b3 negres peó · c3 blanques peó · e3 negres rei · f3 blanques peó · g3 blanques peó · h3 negres peó · b2 blanques peó · h2 blanques peó · a1 blanques torre · e1 blanques rei · h1 blanques torre | e6 blanques peó · d5 negres peó · c4 negres peó · g4 negres peó · b3 negres peó · c3 blanques peó · e3 negres rei · f3 blanques peó · g3 blanques peó · h3 negres peó · b2 blanques peó · h2 blanques peó · a1 blanques torre · e1 blanques rei · h1 blanques torre | e6 blanques peó · d5 negres peó · c4 negres peó · g4 negres peó · b3 negres peó · c3 blanques peó · e3 negres rei · f3 blanques peó · g3 blanques peó · h3 negres peó · b2 blanques peó · h2 blanques peó · a1 blanques torre · e1 blanques rei · h1 blanques torre | e6 blanques peó · d5 negres peó · c4 negres peó · g4 negres peó · b3 negres peó · c3 blanques peó · e3 negres rei · f3 blanques peó · g3 blanques peó · h3 negres peó · b2 blanques peó · h2 blanques peó · a1 blanques torre · e1 blanques rei · h1 blanques torre | e6 blanques peó · d5 negres peó · c4 negres peó · g4 negres peó · b3 negres peó · c3 blanques peó · e3 negres rei · f3 blanques peó · g3 blanques peó · h3 negres peó · b2 blanques peó · h2 blanques peó · a1 blanques torre · e1 blanques rei · h1 blanques torre | e6 blanques peó · d5 negres peó · c4 negres peó · g4 negres peó · b3 negres peó · c3 blanques peó · e3 negres rei · f3 blanques peó · g3 blanques peó · h3 negres peó · b2 blanques peó · h2 blanques peó · a1 blanques torre · e1 blanques rei · h1 blanques torre | e6 blanques peó · d5 negres peó · c4 negres peó · g4 negres peó · b3 negres peó · c3 blanques peó · e3 negres rei · f3 blanques peó · g3 blanques peó · h3 negres peó · b2 blanques peó · h2 blanques peó · a1 blanques torre · e1 blanques rei · h1 blanques torre | e6 blanques peó · d5 negres peó · c4 negres peó · g4 negres peó · b3 negres peó · c3 blanques peó · e3 negres rei · f3 blanques peó · g3 blanques peó · h3 negres peó · b2 blanques peó · h2 blanques peó · a1 blanques torre · e1 blanques rei · h1 blanques torre | 8 |
| 7 | e6 blanques peó · d5 negres peó · c4 negres peó · g4 negres peó · b3 negres peó · c3 blanques peó · e3 negres rei · f3 blanques peó · g3 blanques peó · h3 negres peó · b2 blanques peó · h2 blanques peó · a1 blanques torre · e1 blanques rei · h1 blanques torre | e6 blanques peó · d5 negres peó · c4 negres peó · g4 negres peó · b3 negres peó · c3 blanques peó · e3 negres rei · f3 blanques peó · g3 blanques peó · h3 negres peó · b2 blanques peó · h2 blanques peó · a1 blanques torre · e1 blanques rei · h1 blanques torre | e6 blanques peó · d5 negres peó · c4 negres peó · g4 negres peó · b3 negres peó · c3 blanques peó · e3 negres rei · f3 blanques peó · g3 blanques peó · h3 negres peó · b2 blanques peó · h2 blanques peó · a1 blanques torre · e1 blanques rei · h1 blanques torre | e6 blanques peó · d5 negres peó · c4 negres peó · g4 negres peó · b3 negres peó · c3 blanques peó · e3 negres rei · f3 blanques peó · g3 blanques peó · h3 negres peó · b2 blanques peó · h2 blanques peó · a1 blanques torre · e1 blanques rei · h1 blanques torre | e6 blanques peó · d5 negres peó · c4 negres peó · g4 negres peó · b3 negres peó · c3 blanques peó · e3 negres rei · f3 blanques peó · g3 blanques peó · h3 negres peó · b2 blanques peó · h2 blanques peó · a1 blanques torre · e1 blanques rei · h1 blanques torre | e6 blanques peó · d5 negres peó · c4 negres peó · g4 negres peó · b3 negres peó · c3 blanques peó · e3 negres rei · f3 blanques peó · g3 blanques peó · h3 negres peó · b2 blanques peó · h2 blanques peó · a1 blanques torre · e1 blanques rei · h1 blanques torre | e6 blanques peó · d5 negres peó · c4 negres peó · g4 negres peó · b3 negres peó · c3 blanques peó · e3 negres rei · f3 blanques peó · g3 blanques peó · h3 negres peó · b2 blanques peó · h2 blanques peó · a1 blanques torre · e1 blanques rei · h1 blanques torre | e6 blanques peó · d5 negres peó · c4 negres peó · g4 negres peó · b3 negres peó · c3 blanques peó · e3 negres rei · f3 blanques peó · g3 blanques peó · h3 negres peó · b2 blanques peó · h2 blanques peó · a1 blanques torre · e1 blanques rei · h1 blanques torre | 7 |
| 6 | e6 blanques peó · d5 negres peó · c4 negres peó · g4 negres peó · b3 negres peó · c3 blanques peó · e3 negres rei · f3 blanques peó · g3 blanques peó · h3 negres peó · b2 blanques peó · h2 blanques peó · a1 blanques torre · e1 blanques rei · h1 blanques torre | e6 blanques peó · d5 negres peó · c4 negres peó · g4 negres peó · b3 negres peó · c3 blanques peó · e3 negres rei · f3 blanques peó · g3 blanques peó · h3 negres peó · b2 blanques peó · h2 blanques peó · a1 blanques torre · e1 blanques rei · h1 blanques torre | e6 blanques peó · d5 negres peó · c4 negres peó · g4 negres peó · b3 negres peó · c3 blanques peó · e3 negres rei · f3 blanques peó · g3 blanques peó · h3 negres peó · b2 blanques peó · h2 blanques peó · a1 blanques torre · e1 blanques rei · h1 blanques torre | e6 blanques peó · d5 negres peó · c4 negres peó · g4 negres peó · b3 negres peó · c3 blanques peó · e3 negres rei · f3 blanques peó · g3 blanques peó · h3 negres peó · b2 blanques peó · h2 blanques peó · a1 blanques torre · e1 blanques rei · h1 blanques torre | e6 blanques peó · d5 negres peó · c4 negres peó · g4 negres peó · b3 negres peó · c3 blanques peó · e3 negres rei · f3 blanques peó · g3 blanques peó · h3 negres peó · b2 blanques peó · h2 blanques peó · a1 blanques torre · e1 blanques rei · h1 blanques torre | e6 blanques peó · d5 negres peó · c4 negres peó · g4 negres peó · b3 negres peó · c3 blanques peó · e3 negres rei · f3 blanques peó · g3 blanques peó · h3 negres peó · b2 blanques peó · h2 blanques peó · a1 blanques torre · e1 blanques rei · h1 blanques torre | e6 blanques peó · d5 negres peó · c4 negres peó · g4 negres peó · b3 negres peó · c3 blanques peó · e3 negres rei · f3 blanques peó · g3 blanques peó · h3 negres peó · b2 blanques peó · h2 blanques peó · a1 blanques torre · e1 blanques rei · h1 blanques torre | e6 blanques peó · d5 negres peó · c4 negres peó · g4 negres peó · b3 negres peó · c3 blanques peó · e3 negres rei · f3 blanques peó · g3 blanques peó · h3 negres peó · b2 blanques peó · h2 blanques peó · a1 blanques torre · e1 blanques rei · h1 blanques torre | 6 |
| 5 | e6 blanques peó · d5 negres peó · c4 negres peó · g4 negres peó · b3 negres peó · c3 blanques peó · e3 negres rei · f3 blanques peó · g3 blanques peó · h3 negres peó · b2 blanques peó · h2 blanques peó · a1 blanques torre · e1 blanques rei · h1 blanques torre | e6 blanques peó · d5 negres peó · c4 negres peó · g4 negres peó · b3 negres peó · c3 blanques peó · e3 negres rei · f3 blanques peó · g3 blanques peó · h3 negres peó · b2 blanques peó · h2 blanques peó · a1 blanques torre · e1 blanques rei · h1 blanques torre | e6 blanques peó · d5 negres peó · c4 negres peó · g4 negres peó · b3 negres peó · c3 blanques peó · e3 negres rei · f3 blanques peó · g3 blanques peó · h3 negres peó · b2 blanques peó · h2 blanques peó · a1 blanques torre · e1 blanques rei · h1 blanques torre | e6 blanques peó · d5 negres peó · c4 negres peó · g4 negres peó · b3 negres peó · c3 blanques peó · e3 negres rei · f3 blanques peó · g3 blanques peó · h3 negres peó · b2 blanques peó · h2 blanques peó · a1 blanques torre · e1 blanques rei · h1 blanques torre | e6 blanques peó · d5 negres peó · c4 negres peó · g4 negres peó · b3 negres peó · c3 blanques peó · e3 negres rei · f3 blanques peó · g3 blanques peó · h3 negres peó · b2 blanques peó · h2 blanques peó · a1 blanques torre · e1 blanques rei · h1 blanques torre | e6 blanques peó · d5 negres peó · c4 negres peó · g4 negres peó · b3 negres peó · c3 blanques peó · e3 negres rei · f3 blanques peó · g3 blanques peó · h3 negres peó · b2 blanques peó · h2 blanques peó · a1 blanques torre · e1 blanques rei · h1 blanques torre | e6 blanques peó · d5 negres peó · c4 negres peó · g4 negres peó · b3 negres peó · c3 blanques peó · e3 negres rei · f3 blanques peó · g3 blanques peó · h3 negres peó · b2 blanques peó · h2 blanques peó · a1 blanques torre · e1 blanques rei · h1 blanques torre | e6 blanques peó · d5 negres peó · c4 negres peó · g4 negres peó · b3 negres peó · c3 blanques peó · e3 negres rei · f3 blanques peó · g3 blanques peó · h3 negres peó · b2 blanques peó · h2 blanques peó · a1 blanques torre · e1 blanques rei · h1 blanques torre | 5 |
| 4 | e6 blanques peó · d5 negres peó · c4 negres peó · g4 negres peó · b3 negres peó · c3 blanques peó · e3 negres rei · f3 blanques peó · g3 blanques peó · h3 negres peó · b2 blanques peó · h2 blanques peó · a1 blanques torre · e1 blanques rei · h1 blanques torre | e6 blanques peó · d5 negres peó · c4 negres peó · g4 negres peó · b3 negres peó · c3 blanques peó · e3 negres rei · f3 blanques peó · g3 blanques peó · h3 negres peó · b2 blanques peó · h2 blanques peó · a1 blanques torre · e1 blanques rei · h1 blanques torre | e6 blanques peó · d5 negres peó · c4 negres peó · g4 negres peó · b3 negres peó · c3 blanques peó · e3 negres rei · f3 blanques peó · g3 blanques peó · h3 negres peó · b2 blanques peó · h2 blanques peó · a1 blanques torre · e1 blanques rei · h1 blanques torre | e6 blanques peó · d5 negres peó · c4 negres peó · g4 negres peó · b3 negres peó · c3 blanques peó · e3 negres rei · f3 blanques peó · g3 blanques peó · h3 negres peó · b2 blanques peó · h2 blanques peó · a1 blanques torre · e1 blanques rei · h1 blanques torre | e6 blanques peó · d5 negres peó · c4 negres peó · g4 negres peó · b3 negres peó · c3 blanques peó · e3 negres rei · f3 blanques peó · g3 blanques peó · h3 negres peó · b2 blanques peó · h2 blanques peó · a1 blanques torre · e1 blanques rei · h1 blanques torre | e6 blanques peó · d5 negres peó · c4 negres peó · g4 negres peó · b3 negres peó · c3 blanques peó · e3 negres rei · f3 blanques peó · g3 blanques peó · h3 negres peó · b2 blanques peó · h2 blanques peó · a1 blanques torre · e1 blanques rei · h1 blanques torre | e6 blanques peó · d5 negres peó · c4 negres peó · g4 negres peó · b3 negres peó · c3 blanques peó · e3 negres rei · f3 blanques peó · g3 blanques peó · h3 negres peó · b2 blanques peó · h2 blanques peó · a1 blanques torre · e1 blanques rei · h1 blanques torre | e6 blanques peó · d5 negres peó · c4 negres peó · g4 negres peó · b3 negres peó · c3 blanques peó · e3 negres rei · f3 blanques peó · g3 blanques peó · h3 negres peó · b2 blanques peó · h2 blanques peó · a1 blanques torre · e1 blanques rei · h1 blanques torre | 4 |
| 3 | e6 blanques peó · d5 negres peó · c4 negres peó · g4 negres peó · b3 negres peó · c3 blanques peó · e3 negres rei · f3 blanques peó · g3 blanques peó · h3 negres peó · b2 blanques peó · h2 blanques peó · a1 blanques torre · e1 blanques rei · h1 blanques torre | e6 blanques peó · d5 negres peó · c4 negres peó · g4 negres peó · b3 negres peó · c3 blanques peó · e3 negres rei · f3 blanques peó · g3 blanques peó · h3 negres peó · b2 blanques peó · h2 blanques peó · a1 blanques torre · e1 blanques rei · h1 blanques torre | e6 blanques peó · d5 negres peó · c4 negres peó · g4 negres peó · b3 negres peó · c3 blanques peó · e3 negres rei · f3 blanques peó · g3 blanques peó · h3 negres peó · b2 blanques peó · h2 blanques peó · a1 blanques torre · e1 blanques rei · h1 blanques torre | e6 blanques peó · d5 negres peó · c4 negres peó · g4 negres peó · b3 negres peó · c3 blanques peó · e3 negres rei · f3 blanques peó · g3 blanques peó · h3 negres peó · b2 blanques peó · h2 blanques peó · a1 blanques torre · e1 blanques rei · h1 blanques torre | e6 blanques peó · d5 negres peó · c4 negres peó · g4 negres peó · b3 negres peó · c3 blanques peó · e3 negres rei · f3 blanques peó · g3 blanques peó · h3 negres peó · b2 blanques peó · h2 blanques peó · a1 blanques torre · e1 blanques rei · h1 blanques torre | e6 blanques peó · d5 negres peó · c4 negres peó · g4 negres peó · b3 negres peó · c3 blanques peó · e3 negres rei · f3 blanques peó · g3 blanques peó · h3 negres peó · b2 blanques peó · h2 blanques peó · a1 blanques torre · e1 blanques rei · h1 blanques torre | e6 blanques peó · d5 negres peó · c4 negres peó · g4 negres peó · b3 negres peó · c3 blanques peó · e3 negres rei · f3 blanques peó · g3 blanques peó · h3 negres peó · b2 blanques peó · h2 blanques peó · a1 blanques torre · e1 blanques rei · h1 blanques torre | e6 blanques peó · d5 negres peó · c4 negres peó · g4 negres peó · b3 negres peó · c3 blanques peó · e3 negres rei · f3 blanques peó · g3 blanques peó · h3 negres peó · b2 blanques peó · h2 blanques peó · a1 blanques torre · e1 blanques rei · h1 blanques torre | 3 |
| 2 | e6 blanques peó · d5 negres peó · c4 negres peó · g4 negres peó · b3 negres peó · c3 blanques peó · e3 negres rei · f3 blanques peó · g3 blanques peó · h3 negres peó · b2 blanques peó · h2 blanques peó · a1 blanques torre · e1 blanques rei · h1 blanques torre | e6 blanques peó · d5 negres peó · c4 negres peó · g4 negres peó · b3 negres peó · c3 blanques peó · e3 negres rei · f3 blanques peó · g3 blanques peó · h3 negres peó · b2 blanques peó · h2 blanques peó · a1 blanques torre · e1 blanques rei · h1 blanques torre | e6 blanques peó · d5 negres peó · c4 negres peó · g4 negres peó · b3 negres peó · c3 blanques peó · e3 negres rei · f3 blanques peó · g3 blanques peó · h3 negres peó · b2 blanques peó · h2 blanques peó · a1 blanques torre · e1 blanques rei · h1 blanques torre | e6 blanques peó · d5 negres peó · c4 negres peó · g4 negres peó · b3 negres peó · c3 blanques peó · e3 negres rei · f3 blanques peó · g3 blanques peó · h3 negres peó · b2 blanques peó · h2 blanques peó · a1 blanques torre · e1 blanques rei · h1 blanques torre | e6 blanques peó · d5 negres peó · c4 negres peó · g4 negres peó · b3 negres peó · c3 blanques peó · e3 negres rei · f3 blanques peó · g3 blanques peó · h3 negres peó · b2 blanques peó · h2 blanques peó · a1 blanques torre · e1 blanques rei · h1 blanques torre | e6 blanques peó · d5 negres peó · c4 negres peó · g4 negres peó · b3 negres peó · c3 blanques peó · e3 negres rei · f3 blanques peó · g3 blanques peó · h3 negres peó · b2 blanques peó · h2 blanques peó · a1 blanques torre · e1 blanques rei · h1 blanques torre | e6 blanques peó · d5 negres peó · c4 negres peó · g4 negres peó · b3 negres peó · c3 blanques peó · e3 negres rei · f3 blanques peó · g3 blanques peó · h3 negres peó · b2 blanques peó · h2 blanques peó · a1 blanques torre · e1 blanques rei · h1 blanques torre | e6 blanques peó · d5 negres peó · c4 negres peó · g4 negres peó · b3 negres peó · c3 blanques peó · e3 negres rei · f3 blanques peó · g3 blanques peó · h3 negres peó · b2 blanques peó · h2 blanques peó · a1 blanques torre · e1 blanques rei · h1 blanques torre | 2 |
| 1 | e6 blanques peó · d5 negres peó · c4 negres peó · g4 negres peó · b3 negres peó · c3 blanques peó · e3 negres rei · f3 blanques peó · g3 blanques peó · h3 negres peó · b2 blanques peó · h2 blanques peó · a1 blanques torre · e1 blanques rei · h1 blanques torre | e6 blanques peó · d5 negres peó · c4 negres peó · g4 negres peó · b3 negres peó · c3 blanques peó · e3 negres rei · f3 blanques peó · g3 blanques peó · h3 negres peó · b2 blanques peó · h2 blanques peó · a1 blanques torre · e1 blanques rei · h1 blanques torre | e6 blanques peó · d5 negres peó · c4 negres peó · g4 negres peó · b3 negres peó · c3 blanques peó · e3 negres rei · f3 blanques peó · g3 blanques peó · h3 negres peó · b2 blanques peó · h2 blanques peó · a1 blanques torre · e1 blanques rei · h1 blanques torre | e6 blanques peó · d5 negres peó · c4 negres peó · g4 negres peó · b3 negres peó · c3 blanques peó · e3 negres rei · f3 blanques peó · g3 blanques peó · h3 negres peó · b2 blanques peó · h2 blanques peó · a1 blanques torre · e1 blanques rei · h1 blanques torre | e6 blanques peó · d5 negres peó · c4 negres peó · g4 negres peó · b3 negres peó · c3 blanques peó · e3 negres rei · f3 blanques peó · g3 blanques peó · h3 negres peó · b2 blanques peó · h2 blanques peó · a1 blanques torre · e1 blanques rei · h1 blanques torre | e6 blanques peó · d5 negres peó · c4 negres peó · g4 negres peó · b3 negres peó · c3 blanques peó · e3 negres rei · f3 blanques peó · g3 blanques peó · h3 negres peó · b2 blanques peó · h2 blanques peó · a1 blanques torre · e1 blanques rei · h1 blanques torre | e6 blanques peó · d5 negres peó · c4 negres peó · g4 negres peó · b3 negres peó · c3 blanques peó · e3 negres rei · f3 blanques peó · g3 blanques peó · h3 negres peó · b2 blanques peó · h2 blanques peó · a1 blanques torre · e1 blanques rei · h1 blanques torre | e6 blanques peó · d5 negres peó · c4 negres peó · g4 negres peó · b3 negres peó · c3 blanques peó · e3 negres rei · f3 blanques peó · g3 blanques peó · h3 negres peó · b2 blanques peó · h2 blanques peó · a1 blanques torre · e1 blanques rei · h1 blanques torre | 1 |
|   | a | b | c | d | e | f | g | h |   |

Les regles dels escacs són força simples i clarament definides. A despit d'això, alguns compositors de problemes s'han basat en les ambigüitats en les normes per crear els puzles humorístics. Un exemple típic seria la posició que es mostra en el diagrama de l'esquerra. Segons una llegenda d'escacs, un compositor va dir "les blanques fan mat en un moviment". Però sembla que és impossible (i actualment ho és, ja que les actuals regles de la FIDE requereixen que quan un peó promou, ha de promocionar en una peça del mateix color), però que abans no s'havia especificat el color de la peça promocionada, i la "solució" va ser per les blanques fer promoure un cavall negre a b8, cosa que priva el rei negre de l'única casella d'escapament.
Un exemple més sofisticat compost per Tim Krabbé es basa en un buit legal que existia en la definició de l'enroc. En el diagrama de la dreta, les blanques han de fer escac i mat en tres jugades. La variant principal és 1.e7 Rxf3 2.e8=T! (una promoció menor) Tg2 3.0-0-0-0-0-0! i mat. L'enroc de les blanques amb la seva torre acabada de promocionar, mou el rei a e3 i la torre a e2. Amb les regles d'escacs del moment, aquest moviment era legal perquè la torre no s'havia mogut encara. Posteriorment, la FIDE va modificar el reglament exigint que la torre de l'enroc ha d'ocupar la mateixa fila que el rei.

## Posicions o moviments no usuals de les peces
|   | a | b | c | d | e | f | g | h |   |
| 8 | d8 blanques dama · a7 negres peó · a6 blanques peó · b6 blanques peó · f6 negres peó · a5 blanques torre · f5 blanques peó · b4 negres peó · c4 blanques peó · f4 negres peó · h4 blanques peó · a3 blanques cavall · e3 blanques alfil · f3 blanques cavall · a2 negres rei · b2 negres torre · e2 blanques alfil · f2 blanques rei · h2 blanques peó · e1 blanques torre | d8 blanques dama · a7 negres peó · a6 blanques peó · b6 blanques peó · f6 negres peó · a5 blanques torre · f5 blanques peó · b4 negres peó · c4 blanques peó · f4 negres peó · h4 blanques peó · a3 blanques cavall · e3 blanques alfil · f3 blanques cavall · a2 negres rei · b2 negres torre · e2 blanques alfil · f2 blanques rei · h2 blanques peó · e1 blanques torre | d8 blanques dama · a7 negres peó · a6 blanques peó · b6 blanques peó · f6 negres peó · a5 blanques torre · f5 blanques peó · b4 negres peó · c4 blanques peó · f4 negres peó · h4 blanques peó · a3 blanques cavall · e3 blanques alfil · f3 blanques cavall · a2 negres rei · b2 negres torre · e2 blanques alfil · f2 blanques rei · h2 blanques peó · e1 blanques torre | d8 blanques dama · a7 negres peó · a6 blanques peó · b6 blanques peó · f6 negres peó · a5 blanques torre · f5 blanques peó · b4 negres peó · c4 blanques peó · f4 negres peó · h4 blanques peó · a3 blanques cavall · e3 blanques alfil · f3 blanques cavall · a2 negres rei · b2 negres torre · e2 blanques alfil · f2 blanques rei · h2 blanques peó · e1 blanques torre | d8 blanques dama · a7 negres peó · a6 blanques peó · b6 blanques peó · f6 negres peó · a5 blanques torre · f5 blanques peó · b4 negres peó · c4 blanques peó · f4 negres peó · h4 blanques peó · a3 blanques cavall · e3 blanques alfil · f3 blanques cavall · a2 negres rei · b2 negres torre · e2 blanques alfil · f2 blanques rei · h2 blanques peó · e1 blanques torre | d8 blanques dama · a7 negres peó · a6 blanques peó · b6 blanques peó · f6 negres peó · a5 blanques torre · f5 blanques peó · b4 negres peó · c4 blanques peó · f4 negres peó · h4 blanques peó · a3 blanques cavall · e3 blanques alfil · f3 blanques cavall · a2 negres rei · b2 negres torre · e2 blanques alfil · f2 blanques rei · h2 blanques peó · e1 blanques torre | d8 blanques dama · a7 negres peó · a6 blanques peó · b6 blanques peó · f6 negres peó · a5 blanques torre · f5 blanques peó · b4 negres peó · c4 blanques peó · f4 negres peó · h4 blanques peó · a3 blanques cavall · e3 blanques alfil · f3 blanques cavall · a2 negres rei · b2 negres torre · e2 blanques alfil · f2 blanques rei · h2 blanques peó · e1 blanques torre | d8 blanques dama · a7 negres peó · a6 blanques peó · b6 blanques peó · f6 negres peó · a5 blanques torre · f5 blanques peó · b4 negres peó · c4 blanques peó · f4 negres peó · h4 blanques peó · a3 blanques cavall · e3 blanques alfil · f3 blanques cavall · a2 negres rei · b2 negres torre · e2 blanques alfil · f2 blanques rei · h2 blanques peó · e1 blanques torre | 8 |
| 7 | d8 blanques dama · a7 negres peó · a6 blanques peó · b6 blanques peó · f6 negres peó · a5 blanques torre · f5 blanques peó · b4 negres peó · c4 blanques peó · f4 negres peó · h4 blanques peó · a3 blanques cavall · e3 blanques alfil · f3 blanques cavall · a2 negres rei · b2 negres torre · e2 blanques alfil · f2 blanques rei · h2 blanques peó · e1 blanques torre | d8 blanques dama · a7 negres peó · a6 blanques peó · b6 blanques peó · f6 negres peó · a5 blanques torre · f5 blanques peó · b4 negres peó · c4 blanques peó · f4 negres peó · h4 blanques peó · a3 blanques cavall · e3 blanques alfil · f3 blanques cavall · a2 negres rei · b2 negres torre · e2 blanques alfil · f2 blanques rei · h2 blanques peó · e1 blanques torre | d8 blanques dama · a7 negres peó · a6 blanques peó · b6 blanques peó · f6 negres peó · a5 blanques torre · f5 blanques peó · b4 negres peó · c4 blanques peó · f4 negres peó · h4 blanques peó · a3 blanques cavall · e3 blanques alfil · f3 blanques cavall · a2 negres rei · b2 negres torre · e2 blanques alfil · f2 blanques rei · h2 blanques peó · e1 blanques torre | d8 blanques dama · a7 negres peó · a6 blanques peó · b6 blanques peó · f6 negres peó · a5 blanques torre · f5 blanques peó · b4 negres peó · c4 blanques peó · f4 negres peó · h4 blanques peó · a3 blanques cavall · e3 blanques alfil · f3 blanques cavall · a2 negres rei · b2 negres torre · e2 blanques alfil · f2 blanques rei · h2 blanques peó · e1 blanques torre | d8 blanques dama · a7 negres peó · a6 blanques peó · b6 blanques peó · f6 negres peó · a5 blanques torre · f5 blanques peó · b4 negres peó · c4 blanques peó · f4 negres peó · h4 blanques peó · a3 blanques cavall · e3 blanques alfil · f3 blanques cavall · a2 negres rei · b2 negres torre · e2 blanques alfil · f2 blanques rei · h2 blanques peó · e1 blanques torre | d8 blanques dama · a7 negres peó · a6 blanques peó · b6 blanques peó · f6 negres peó · a5 blanques torre · f5 blanques peó · b4 negres peó · c4 blanques peó · f4 negres peó · h4 blanques peó · a3 blanques cavall · e3 blanques alfil · f3 blanques cavall · a2 negres rei · b2 negres torre · e2 blanques alfil · f2 blanques rei · h2 blanques peó · e1 blanques torre | d8 blanques dama · a7 negres peó · a6 blanques peó · b6 blanques peó · f6 negres peó · a5 blanques torre · f5 blanques peó · b4 negres peó · c4 blanques peó · f4 negres peó · h4 blanques peó · a3 blanques cavall · e3 blanques alfil · f3 blanques cavall · a2 negres rei · b2 negres torre · e2 blanques alfil · f2 blanques rei · h2 blanques peó · e1 blanques torre | d8 blanques dama · a7 negres peó · a6 blanques peó · b6 blanques peó · f6 negres peó · a5 blanques torre · f5 blanques peó · b4 negres peó · c4 blanques peó · f4 negres peó · h4 blanques peó · a3 blanques cavall · e3 blanques alfil · f3 blanques cavall · a2 negres rei · b2 negres torre · e2 blanques alfil · f2 blanques rei · h2 blanques peó · e1 blanques torre | 7 |
| 6 | d8 blanques dama · a7 negres peó · a6 blanques peó · b6 blanques peó · f6 negres peó · a5 blanques torre · f5 blanques peó · b4 negres peó · c4 blanques peó · f4 negres peó · h4 blanques peó · a3 blanques cavall · e3 blanques alfil · f3 blanques cavall · a2 negres rei · b2 negres torre · e2 blanques alfil · f2 blanques rei · h2 blanques peó · e1 blanques torre | d8 blanques dama · a7 negres peó · a6 blanques peó · b6 blanques peó · f6 negres peó · a5 blanques torre · f5 blanques peó · b4 negres peó · c4 blanques peó · f4 negres peó · h4 blanques peó · a3 blanques cavall · e3 blanques alfil · f3 blanques cavall · a2 negres rei · b2 negres torre · e2 blanques alfil · f2 blanques rei · h2 blanques peó · e1 blanques torre | d8 blanques dama · a7 negres peó · a6 blanques peó · b6 blanques peó · f6 negres peó · a5 blanques torre · f5 blanques peó · b4 negres peó · c4 blanques peó · f4 negres peó · h4 blanques peó · a3 blanques cavall · e3 blanques alfil · f3 blanques cavall · a2 negres rei · b2 negres torre · e2 blanques alfil · f2 blanques rei · h2 blanques peó · e1 blanques torre | d8 blanques dama · a7 negres peó · a6 blanques peó · b6 blanques peó · f6 negres peó · a5 blanques torre · f5 blanques peó · b4 negres peó · c4 blanques peó · f4 negres peó · h4 blanques peó · a3 blanques cavall · e3 blanques alfil · f3 blanques cavall · a2 negres rei · b2 negres torre · e2 blanques alfil · f2 blanques rei · h2 blanques peó · e1 blanques torre | d8 blanques dama · a7 negres peó · a6 blanques peó · b6 blanques peó · f6 negres peó · a5 blanques torre · f5 blanques peó · b4 negres peó · c4 blanques peó · f4 negres peó · h4 blanques peó · a3 blanques cavall · e3 blanques alfil · f3 blanques cavall · a2 negres rei · b2 negres torre · e2 blanques alfil · f2 blanques rei · h2 blanques peó · e1 blanques torre | d8 blanques dama · a7 negres peó · a6 blanques peó · b6 blanques peó · f6 negres peó · a5 blanques torre · f5 blanques peó · b4 negres peó · c4 blanques peó · f4 negres peó · h4 blanques peó · a3 blanques cavall · e3 blanques alfil · f3 blanques cavall · a2 negres rei · b2 negres torre · e2 blanques alfil · f2 blanques rei · h2 blanques peó · e1 blanques torre | d8 blanques dama · a7 negres peó · a6 blanques peó · b6 blanques peó · f6 negres peó · a5 blanques torre · f5 blanques peó · b4 negres peó · c4 blanques peó · f4 negres peó · h4 blanques peó · a3 blanques cavall · e3 blanques alfil · f3 blanques cavall · a2 negres rei · b2 negres torre · e2 blanques alfil · f2 blanques rei · h2 blanques peó · e1 blanques torre | d8 blanques dama · a7 negres peó · a6 blanques peó · b6 blanques peó · f6 negres peó · a5 blanques torre · f5 blanques peó · b4 negres peó · c4 blanques peó · f4 negres peó · h4 blanques peó · a3 blanques cavall · e3 blanques alfil · f3 blanques cavall · a2 negres rei · b2 negres torre · e2 blanques alfil · f2 blanques rei · h2 blanques peó · e1 blanques torre | 6 |
| 5 | d8 blanques dama · a7 negres peó · a6 blanques peó · b6 blanques peó · f6 negres peó · a5 blanques torre · f5 blanques peó · b4 negres peó · c4 blanques peó · f4 negres peó · h4 blanques peó · a3 blanques cavall · e3 blanques alfil · f3 blanques cavall · a2 negres rei · b2 negres torre · e2 blanques alfil · f2 blanques rei · h2 blanques peó · e1 blanques torre | d8 blanques dama · a7 negres peó · a6 blanques peó · b6 blanques peó · f6 negres peó · a5 blanques torre · f5 blanques peó · b4 negres peó · c4 blanques peó · f4 negres peó · h4 blanques peó · a3 blanques cavall · e3 blanques alfil · f3 blanques cavall · a2 negres rei · b2 negres torre · e2 blanques alfil · f2 blanques rei · h2 blanques peó · e1 blanques torre | d8 blanques dama · a7 negres peó · a6 blanques peó · b6 blanques peó · f6 negres peó · a5 blanques torre · f5 blanques peó · b4 negres peó · c4 blanques peó · f4 negres peó · h4 blanques peó · a3 blanques cavall · e3 blanques alfil · f3 blanques cavall · a2 negres rei · b2 negres torre · e2 blanques alfil · f2 blanques rei · h2 blanques peó · e1 blanques torre | d8 blanques dama · a7 negres peó · a6 blanques peó · b6 blanques peó · f6 negres peó · a5 blanques torre · f5 blanques peó · b4 negres peó · c4 blanques peó · f4 negres peó · h4 blanques peó · a3 blanques cavall · e3 blanques alfil · f3 blanques cavall · a2 negres rei · b2 negres torre · e2 blanques alfil · f2 blanques rei · h2 blanques peó · e1 blanques torre | d8 blanques dama · a7 negres peó · a6 blanques peó · b6 blanques peó · f6 negres peó · a5 blanques torre · f5 blanques peó · b4 negres peó · c4 blanques peó · f4 negres peó · h4 blanques peó · a3 blanques cavall · e3 blanques alfil · f3 blanques cavall · a2 negres rei · b2 negres torre · e2 blanques alfil · f2 blanques rei · h2 blanques peó · e1 blanques torre | d8 blanques dama · a7 negres peó · a6 blanques peó · b6 blanques peó · f6 negres peó · a5 blanques torre · f5 blanques peó · b4 negres peó · c4 blanques peó · f4 negres peó · h4 blanques peó · a3 blanques cavall · e3 blanques alfil · f3 blanques cavall · a2 negres rei · b2 negres torre · e2 blanques alfil · f2 blanques rei · h2 blanques peó · e1 blanques torre | d8 blanques dama · a7 negres peó · a6 blanques peó · b6 blanques peó · f6 negres peó · a5 blanques torre · f5 blanques peó · b4 negres peó · c4 blanques peó · f4 negres peó · h4 blanques peó · a3 blanques cavall · e3 blanques alfil · f3 blanques cavall · a2 negres rei · b2 negres torre · e2 blanques alfil · f2 blanques rei · h2 blanques peó · e1 blanques torre | d8 blanques dama · a7 negres peó · a6 blanques peó · b6 blanques peó · f6 negres peó · a5 blanques torre · f5 blanques peó · b4 negres peó · c4 blanques peó · f4 negres peó · h4 blanques peó · a3 blanques cavall · e3 blanques alfil · f3 blanques cavall · a2 negres rei · b2 negres torre · e2 blanques alfil · f2 blanques rei · h2 blanques peó · e1 blanques torre | 5 |
| 4 | d8 blanques dama · a7 negres peó · a6 blanques peó · b6 blanques peó · f6 negres peó · a5 blanques torre · f5 blanques peó · b4 negres peó · c4 blanques peó · f4 negres peó · h4 blanques peó · a3 blanques cavall · e3 blanques alfil · f3 blanques cavall · a2 negres rei · b2 negres torre · e2 blanques alfil · f2 blanques rei · h2 blanques peó · e1 blanques torre | d8 blanques dama · a7 negres peó · a6 blanques peó · b6 blanques peó · f6 negres peó · a5 blanques torre · f5 blanques peó · b4 negres peó · c4 blanques peó · f4 negres peó · h4 blanques peó · a3 blanques cavall · e3 blanques alfil · f3 blanques cavall · a2 negres rei · b2 negres torre · e2 blanques alfil · f2 blanques rei · h2 blanques peó · e1 blanques torre | d8 blanques dama · a7 negres peó · a6 blanques peó · b6 blanques peó · f6 negres peó · a5 blanques torre · f5 blanques peó · b4 negres peó · c4 blanques peó · f4 negres peó · h4 blanques peó · a3 blanques cavall · e3 blanques alfil · f3 blanques cavall · a2 negres rei · b2 negres torre · e2 blanques alfil · f2 blanques rei · h2 blanques peó · e1 blanques torre | d8 blanques dama · a7 negres peó · a6 blanques peó · b6 blanques peó · f6 negres peó · a5 blanques torre · f5 blanques peó · b4 negres peó · c4 blanques peó · f4 negres peó · h4 blanques peó · a3 blanques cavall · e3 blanques alfil · f3 blanques cavall · a2 negres rei · b2 negres torre · e2 blanques alfil · f2 blanques rei · h2 blanques peó · e1 blanques torre | d8 blanques dama · a7 negres peó · a6 blanques peó · b6 blanques peó · f6 negres peó · a5 blanques torre · f5 blanques peó · b4 negres peó · c4 blanques peó · f4 negres peó · h4 blanques peó · a3 blanques cavall · e3 blanques alfil · f3 blanques cavall · a2 negres rei · b2 negres torre · e2 blanques alfil · f2 blanques rei · h2 blanques peó · e1 blanques torre | d8 blanques dama · a7 negres peó · a6 blanques peó · b6 blanques peó · f6 negres peó · a5 blanques torre · f5 blanques peó · b4 negres peó · c4 blanques peó · f4 negres peó · h4 blanques peó · a3 blanques cavall · e3 blanques alfil · f3 blanques cavall · a2 negres rei · b2 negres torre · e2 blanques alfil · f2 blanques rei · h2 blanques peó · e1 blanques torre | d8 blanques dama · a7 negres peó · a6 blanques peó · b6 blanques peó · f6 negres peó · a5 blanques torre · f5 blanques peó · b4 negres peó · c4 blanques peó · f4 negres peó · h4 blanques peó · a3 blanques cavall · e3 blanques alfil · f3 blanques cavall · a2 negres rei · b2 negres torre · e2 blanques alfil · f2 blanques rei · h2 blanques peó · e1 blanques torre | d8 blanques dama · a7 negres peó · a6 blanques peó · b6 blanques peó · f6 negres peó · a5 blanques torre · f5 blanques peó · b4 negres peó · c4 blanques peó · f4 negres peó · h4 blanques peó · a3 blanques cavall · e3 blanques alfil · f3 blanques cavall · a2 negres rei · b2 negres torre · e2 blanques alfil · f2 blanques rei · h2 blanques peó · e1 blanques torre | 4 |
| 3 | d8 blanques dama · a7 negres peó · a6 blanques peó · b6 blanques peó · f6 negres peó · a5 blanques torre · f5 blanques peó · b4 negres peó · c4 blanques peó · f4 negres peó · h4 blanques peó · a3 blanques cavall · e3 blanques alfil · f3 blanques cavall · a2 negres rei · b2 negres torre · e2 blanques alfil · f2 blanques rei · h2 blanques peó · e1 blanques torre | d8 blanques dama · a7 negres peó · a6 blanques peó · b6 blanques peó · f6 negres peó · a5 blanques torre · f5 blanques peó · b4 negres peó · c4 blanques peó · f4 negres peó · h4 blanques peó · a3 blanques cavall · e3 blanques alfil · f3 blanques cavall · a2 negres rei · b2 negres torre · e2 blanques alfil · f2 blanques rei · h2 blanques peó · e1 blanques torre | d8 blanques dama · a7 negres peó · a6 blanques peó · b6 blanques peó · f6 negres peó · a5 blanques torre · f5 blanques peó · b4 negres peó · c4 blanques peó · f4 negres peó · h4 blanques peó · a3 blanques cavall · e3 blanques alfil · f3 blanques cavall · a2 negres rei · b2 negres torre · e2 blanques alfil · f2 blanques rei · h2 blanques peó · e1 blanques torre | d8 blanques dama · a7 negres peó · a6 blanques peó · b6 blanques peó · f6 negres peó · a5 blanques torre · f5 blanques peó · b4 negres peó · c4 blanques peó · f4 negres peó · h4 blanques peó · a3 blanques cavall · e3 blanques alfil · f3 blanques cavall · a2 negres rei · b2 negres torre · e2 blanques alfil · f2 blanques rei · h2 blanques peó · e1 blanques torre | d8 blanques dama · a7 negres peó · a6 blanques peó · b6 blanques peó · f6 negres peó · a5 blanques torre · f5 blanques peó · b4 negres peó · c4 blanques peó · f4 negres peó · h4 blanques peó · a3 blanques cavall · e3 blanques alfil · f3 blanques cavall · a2 negres rei · b2 negres torre · e2 blanques alfil · f2 blanques rei · h2 blanques peó · e1 blanques torre | d8 blanques dama · a7 negres peó · a6 blanques peó · b6 blanques peó · f6 negres peó · a5 blanques torre · f5 blanques peó · b4 negres peó · c4 blanques peó · f4 negres peó · h4 blanques peó · a3 blanques cavall · e3 blanques alfil · f3 blanques cavall · a2 negres rei · b2 negres torre · e2 blanques alfil · f2 blanques rei · h2 blanques peó · e1 blanques torre | d8 blanques dama · a7 negres peó · a6 blanques peó · b6 blanques peó · f6 negres peó · a5 blanques torre · f5 blanques peó · b4 negres peó · c4 blanques peó · f4 negres peó · h4 blanques peó · a3 blanques cavall · e3 blanques alfil · f3 blanques cavall · a2 negres rei · b2 negres torre · e2 blanques alfil · f2 blanques rei · h2 blanques peó · e1 blanques torre | d8 blanques dama · a7 negres peó · a6 blanques peó · b6 blanques peó · f6 negres peó · a5 blanques torre · f5 blanques peó · b4 negres peó · c4 blanques peó · f4 negres peó · h4 blanques peó · a3 blanques cavall · e3 blanques alfil · f3 blanques cavall · a2 negres rei · b2 negres torre · e2 blanques alfil · f2 blanques rei · h2 blanques peó · e1 blanques torre | 3 |
| 2 | d8 blanques dama · a7 negres peó · a6 blanques peó · b6 blanques peó · f6 negres peó · a5 blanques torre · f5 blanques peó · b4 negres peó · c4 blanques peó · f4 negres peó · h4 blanques peó · a3 blanques cavall · e3 blanques alfil · f3 blanques cavall · a2 negres rei · b2 negres torre · e2 blanques alfil · f2 blanques rei · h2 blanques peó · e1 blanques torre | d8 blanques dama · a7 negres peó · a6 blanques peó · b6 blanques peó · f6 negres peó · a5 blanques torre · f5 blanques peó · b4 negres peó · c4 blanques peó · f4 negres peó · h4 blanques peó · a3 blanques cavall · e3 blanques alfil · f3 blanques cavall · a2 negres rei · b2 negres torre · e2 blanques alfil · f2 blanques rei · h2 blanques peó · e1 blanques torre | d8 blanques dama · a7 negres peó · a6 blanques peó · b6 blanques peó · f6 negres peó · a5 blanques torre · f5 blanques peó · b4 negres peó · c4 blanques peó · f4 negres peó · h4 blanques peó · a3 blanques cavall · e3 blanques alfil · f3 blanques cavall · a2 negres rei · b2 negres torre · e2 blanques alfil · f2 blanques rei · h2 blanques peó · e1 blanques torre | d8 blanques dama · a7 negres peó · a6 blanques peó · b6 blanques peó · f6 negres peó · a5 blanques torre · f5 blanques peó · b4 negres peó · c4 blanques peó · f4 negres peó · h4 blanques peó · a3 blanques cavall · e3 blanques alfil · f3 blanques cavall · a2 negres rei · b2 negres torre · e2 blanques alfil · f2 blanques rei · h2 blanques peó · e1 blanques torre | d8 blanques dama · a7 negres peó · a6 blanques peó · b6 blanques peó · f6 negres peó · a5 blanques torre · f5 blanques peó · b4 negres peó · c4 blanques peó · f4 negres peó · h4 blanques peó · a3 blanques cavall · e3 blanques alfil · f3 blanques cavall · a2 negres rei · b2 negres torre · e2 blanques alfil · f2 blanques rei · h2 blanques peó · e1 blanques torre | d8 blanques dama · a7 negres peó · a6 blanques peó · b6 blanques peó · f6 negres peó · a5 blanques torre · f5 blanques peó · b4 negres peó · c4 blanques peó · f4 negres peó · h4 blanques peó · a3 blanques cavall · e3 blanques alfil · f3 blanques cavall · a2 negres rei · b2 negres torre · e2 blanques alfil · f2 blanques rei · h2 blanques peó · e1 blanques torre | d8 blanques dama · a7 negres peó · a6 blanques peó · b6 blanques peó · f6 negres peó · a5 blanques torre · f5 blanques peó · b4 negres peó · c4 blanques peó · f4 negres peó · h4 blanques peó · a3 blanques cavall · e3 blanques alfil · f3 blanques cavall · a2 negres rei · b2 negres torre · e2 blanques alfil · f2 blanques rei · h2 blanques peó · e1 blanques torre | d8 blanques dama · a7 negres peó · a6 blanques peó · b6 blanques peó · f6 negres peó · a5 blanques torre · f5 blanques peó · b4 negres peó · c4 blanques peó · f4 negres peó · h4 blanques peó · a3 blanques cavall · e3 blanques alfil · f3 blanques cavall · a2 negres rei · b2 negres torre · e2 blanques alfil · f2 blanques rei · h2 blanques peó · e1 blanques torre | 2 |
| 1 | d8 blanques dama · a7 negres peó · a6 blanques peó · b6 blanques peó · f6 negres peó · a5 blanques torre · f5 blanques peó · b4 negres peó · c4 blanques peó · f4 negres peó · h4 blanques peó · a3 blanques cavall · e3 blanques alfil · f3 blanques cavall · a2 negres rei · b2 negres torre · e2 blanques alfil · f2 blanques rei · h2 blanques peó · e1 blanques torre | d8 blanques dama · a7 negres peó · a6 blanques peó · b6 blanques peó · f6 negres peó · a5 blanques torre · f5 blanques peó · b4 negres peó · c4 blanques peó · f4 negres peó · h4 blanques peó · a3 blanques cavall · e3 blanques alfil · f3 blanques cavall · a2 negres rei · b2 negres torre · e2 blanques alfil · f2 blanques rei · h2 blanques peó · e1 blanques torre | d8 blanques dama · a7 negres peó · a6 blanques peó · b6 blanques peó · f6 negres peó · a5 blanques torre · f5 blanques peó · b4 negres peó · c4 blanques peó · f4 negres peó · h4 blanques peó · a3 blanques cavall · e3 blanques alfil · f3 blanques cavall · a2 negres rei · b2 negres torre · e2 blanques alfil · f2 blanques rei · h2 blanques peó · e1 blanques torre | d8 blanques dama · a7 negres peó · a6 blanques peó · b6 blanques peó · f6 negres peó · a5 blanques torre · f5 blanques peó · b4 negres peó · c4 blanques peó · f4 negres peó · h4 blanques peó · a3 blanques cavall · e3 blanques alfil · f3 blanques cavall · a2 negres rei · b2 negres torre · e2 blanques alfil · f2 blanques rei · h2 blanques peó · e1 blanques torre | d8 blanques dama · a7 negres peó · a6 blanques peó · b6 blanques peó · f6 negres peó · a5 blanques torre · f5 blanques peó · b4 negres peó · c4 blanques peó · f4 negres peó · h4 blanques peó · a3 blanques cavall · e3 blanques alfil · f3 blanques cavall · a2 negres rei · b2 negres torre · e2 blanques alfil · f2 blanques rei · h2 blanques peó · e1 blanques torre | d8 blanques dama · a7 negres peó · a6 blanques peó · b6 blanques peó · f6 negres peó · a5 blanques torre · f5 blanques peó · b4 negres peó · c4 blanques peó · f4 negres peó · h4 blanques peó · a3 blanques cavall · e3 blanques alfil · f3 blanques cavall · a2 negres rei · b2 negres torre · e2 blanques alfil · f2 blanques rei · h2 blanques peó · e1 blanques torre | d8 blanques dama · a7 negres peó · a6 blanques peó · b6 blanques peó · f6 negres peó · a5 blanques torre · f5 blanques peó · b4 negres peó · c4 blanques peó · f4 negres peó · h4 blanques peó · a3 blanques cavall · e3 blanques alfil · f3 blanques cavall · a2 negres rei · b2 negres torre · e2 blanques alfil · f2 blanques rei · h2 blanques peó · e1 blanques torre | d8 blanques dama · a7 negres peó · a6 blanques peó · b6 blanques peó · f6 negres peó · a5 blanques torre · f5 blanques peó · b4 negres peó · c4 blanques peó · f4 negres peó · h4 blanques peó · a3 blanques cavall · e3 blanques alfil · f3 blanques cavall · a2 negres rei · b2 negres torre · e2 blanques alfil · f2 blanques rei · h2 blanques peó · e1 blanques torre | 1 |
|   | a | b | c | d | e | f | g | h |   |

Alguns problemes es caracteritzen per patrons de la forma de la col·lació de les peces gens usuals. Per exemple, mats directes i especialment mats ajudats han estat compostos amb les peces en forma de lletra o número, o fins i tot un arbre.

### La "tasca de retorn a casa"
Un exemple interessant més el tenim en el problema de la dreta, on la posició final es fa ressò d'un patró familiar. Krabbé anomena a aquest problema la "tasca de retorn a casa". Escriu que «l'estratègia i els temes profunds són absents, les negres només tenen jugades forçades, així i tot és un dels problemes d'escacs més divertits que mai he vist». Les blanques tenen automat en vuit moviments, és a dir, forcen a les negres fer escac i mat a les blanques contra la voluntat de les negres. La solució és 1.Cb1+ Tb3 2.Dd1+ Tc2 3.Ac1 axb6 4.Ta1 b5 5.Th1 bxc4 6.Re1 c3 7.Cg1 f3 8.Af1 f2 escac i mat.

### El "tema de l'oruga"
|   | a | b | c | d | e | f | g | h |   |
| 8 | a8 negres rei · a7 blanques peó · b7 negres peó · b6 negres peó · b5 negres peó · f5 blanques alfil · b4 negres peó · f4 blanques rei · b3 negres peó · a1 blanques torre | a8 negres rei · a7 blanques peó · b7 negres peó · b6 negres peó · b5 negres peó · f5 blanques alfil · b4 negres peó · f4 blanques rei · b3 negres peó · a1 blanques torre | a8 negres rei · a7 blanques peó · b7 negres peó · b6 negres peó · b5 negres peó · f5 blanques alfil · b4 negres peó · f4 blanques rei · b3 negres peó · a1 blanques torre | a8 negres rei · a7 blanques peó · b7 negres peó · b6 negres peó · b5 negres peó · f5 blanques alfil · b4 negres peó · f4 blanques rei · b3 negres peó · a1 blanques torre | a8 negres rei · a7 blanques peó · b7 negres peó · b6 negres peó · b5 negres peó · f5 blanques alfil · b4 negres peó · f4 blanques rei · b3 negres peó · a1 blanques torre | a8 negres rei · a7 blanques peó · b7 negres peó · b6 negres peó · b5 negres peó · f5 blanques alfil · b4 negres peó · f4 blanques rei · b3 negres peó · a1 blanques torre | a8 negres rei · a7 blanques peó · b7 negres peó · b6 negres peó · b5 negres peó · f5 blanques alfil · b4 negres peó · f4 blanques rei · b3 negres peó · a1 blanques torre | a8 negres rei · a7 blanques peó · b7 negres peó · b6 negres peó · b5 negres peó · f5 blanques alfil · b4 negres peó · f4 blanques rei · b3 negres peó · a1 blanques torre | 8 |
| 7 | a8 negres rei · a7 blanques peó · b7 negres peó · b6 negres peó · b5 negres peó · f5 blanques alfil · b4 negres peó · f4 blanques rei · b3 negres peó · a1 blanques torre | a8 negres rei · a7 blanques peó · b7 negres peó · b6 negres peó · b5 negres peó · f5 blanques alfil · b4 negres peó · f4 blanques rei · b3 negres peó · a1 blanques torre | a8 negres rei · a7 blanques peó · b7 negres peó · b6 negres peó · b5 negres peó · f5 blanques alfil · b4 negres peó · f4 blanques rei · b3 negres peó · a1 blanques torre | a8 negres rei · a7 blanques peó · b7 negres peó · b6 negres peó · b5 negres peó · f5 blanques alfil · b4 negres peó · f4 blanques rei · b3 negres peó · a1 blanques torre | a8 negres rei · a7 blanques peó · b7 negres peó · b6 negres peó · b5 negres peó · f5 blanques alfil · b4 negres peó · f4 blanques rei · b3 negres peó · a1 blanques torre | a8 negres rei · a7 blanques peó · b7 negres peó · b6 negres peó · b5 negres peó · f5 blanques alfil · b4 negres peó · f4 blanques rei · b3 negres peó · a1 blanques torre | a8 negres rei · a7 blanques peó · b7 negres peó · b6 negres peó · b5 negres peó · f5 blanques alfil · b4 negres peó · f4 blanques rei · b3 negres peó · a1 blanques torre | a8 negres rei · a7 blanques peó · b7 negres peó · b6 negres peó · b5 negres peó · f5 blanques alfil · b4 negres peó · f4 blanques rei · b3 negres peó · a1 blanques torre | 7 |
| 6 | a8 negres rei · a7 blanques peó · b7 negres peó · b6 negres peó · b5 negres peó · f5 blanques alfil · b4 negres peó · f4 blanques rei · b3 negres peó · a1 blanques torre | a8 negres rei · a7 blanques peó · b7 negres peó · b6 negres peó · b5 negres peó · f5 blanques alfil · b4 negres peó · f4 blanques rei · b3 negres peó · a1 blanques torre | a8 negres rei · a7 blanques peó · b7 negres peó · b6 negres peó · b5 negres peó · f5 blanques alfil · b4 negres peó · f4 blanques rei · b3 negres peó · a1 blanques torre | a8 negres rei · a7 blanques peó · b7 negres peó · b6 negres peó · b5 negres peó · f5 blanques alfil · b4 negres peó · f4 blanques rei · b3 negres peó · a1 blanques torre | a8 negres rei · a7 blanques peó · b7 negres peó · b6 negres peó · b5 negres peó · f5 blanques alfil · b4 negres peó · f4 blanques rei · b3 negres peó · a1 blanques torre | a8 negres rei · a7 blanques peó · b7 negres peó · b6 negres peó · b5 negres peó · f5 blanques alfil · b4 negres peó · f4 blanques rei · b3 negres peó · a1 blanques torre | a8 negres rei · a7 blanques peó · b7 negres peó · b6 negres peó · b5 negres peó · f5 blanques alfil · b4 negres peó · f4 blanques rei · b3 negres peó · a1 blanques torre | a8 negres rei · a7 blanques peó · b7 negres peó · b6 negres peó · b5 negres peó · f5 blanques alfil · b4 negres peó · f4 blanques rei · b3 negres peó · a1 blanques torre | 6 |
| 5 | a8 negres rei · a7 blanques peó · b7 negres peó · b6 negres peó · b5 negres peó · f5 blanques alfil · b4 negres peó · f4 blanques rei · b3 negres peó · a1 blanques torre | a8 negres rei · a7 blanques peó · b7 negres peó · b6 negres peó · b5 negres peó · f5 blanques alfil · b4 negres peó · f4 blanques rei · b3 negres peó · a1 blanques torre | a8 negres rei · a7 blanques peó · b7 negres peó · b6 negres peó · b5 negres peó · f5 blanques alfil · b4 negres peó · f4 blanques rei · b3 negres peó · a1 blanques torre | a8 negres rei · a7 blanques peó · b7 negres peó · b6 negres peó · b5 negres peó · f5 blanques alfil · b4 negres peó · f4 blanques rei · b3 negres peó · a1 blanques torre | a8 negres rei · a7 blanques peó · b7 negres peó · b6 negres peó · b5 negres peó · f5 blanques alfil · b4 negres peó · f4 blanques rei · b3 negres peó · a1 blanques torre | a8 negres rei · a7 blanques peó · b7 negres peó · b6 negres peó · b5 negres peó · f5 blanques alfil · b4 negres peó · f4 blanques rei · b3 negres peó · a1 blanques torre | a8 negres rei · a7 blanques peó · b7 negres peó · b6 negres peó · b5 negres peó · f5 blanques alfil · b4 negres peó · f4 blanques rei · b3 negres peó · a1 blanques torre | a8 negres rei · a7 blanques peó · b7 negres peó · b6 negres peó · b5 negres peó · f5 blanques alfil · b4 negres peó · f4 blanques rei · b3 negres peó · a1 blanques torre | 5 |
| 4 | a8 negres rei · a7 blanques peó · b7 negres peó · b6 negres peó · b5 negres peó · f5 blanques alfil · b4 negres peó · f4 blanques rei · b3 negres peó · a1 blanques torre | a8 negres rei · a7 blanques peó · b7 negres peó · b6 negres peó · b5 negres peó · f5 blanques alfil · b4 negres peó · f4 blanques rei · b3 negres peó · a1 blanques torre | a8 negres rei · a7 blanques peó · b7 negres peó · b6 negres peó · b5 negres peó · f5 blanques alfil · b4 negres peó · f4 blanques rei · b3 negres peó · a1 blanques torre | a8 negres rei · a7 blanques peó · b7 negres peó · b6 negres peó · b5 negres peó · f5 blanques alfil · b4 negres peó · f4 blanques rei · b3 negres peó · a1 blanques torre | a8 negres rei · a7 blanques peó · b7 negres peó · b6 negres peó · b5 negres peó · f5 blanques alfil · b4 negres peó · f4 blanques rei · b3 negres peó · a1 blanques torre | a8 negres rei · a7 blanques peó · b7 negres peó · b6 negres peó · b5 negres peó · f5 blanques alfil · b4 negres peó · f4 blanques rei · b3 negres peó · a1 blanques torre | a8 negres rei · a7 blanques peó · b7 negres peó · b6 negres peó · b5 negres peó · f5 blanques alfil · b4 negres peó · f4 blanques rei · b3 negres peó · a1 blanques torre | a8 negres rei · a7 blanques peó · b7 negres peó · b6 negres peó · b5 negres peó · f5 blanques alfil · b4 negres peó · f4 blanques rei · b3 negres peó · a1 blanques torre | 4 |
| 3 | a8 negres rei · a7 blanques peó · b7 negres peó · b6 negres peó · b5 negres peó · f5 blanques alfil · b4 negres peó · f4 blanques rei · b3 negres peó · a1 blanques torre | a8 negres rei · a7 blanques peó · b7 negres peó · b6 negres peó · b5 negres peó · f5 blanques alfil · b4 negres peó · f4 blanques rei · b3 negres peó · a1 blanques torre | a8 negres rei · a7 blanques peó · b7 negres peó · b6 negres peó · b5 negres peó · f5 blanques alfil · b4 negres peó · f4 blanques rei · b3 negres peó · a1 blanques torre | a8 negres rei · a7 blanques peó · b7 negres peó · b6 negres peó · b5 negres peó · f5 blanques alfil · b4 negres peó · f4 blanques rei · b3 negres peó · a1 blanques torre | a8 negres rei · a7 blanques peó · b7 negres peó · b6 negres peó · b5 negres peó · f5 blanques alfil · b4 negres peó · f4 blanques rei · b3 negres peó · a1 blanques torre | a8 negres rei · a7 blanques peó · b7 negres peó · b6 negres peó · b5 negres peó · f5 blanques alfil · b4 negres peó · f4 blanques rei · b3 negres peó · a1 blanques torre | a8 negres rei · a7 blanques peó · b7 negres peó · b6 negres peó · b5 negres peó · f5 blanques alfil · b4 negres peó · f4 blanques rei · b3 negres peó · a1 blanques torre | a8 negres rei · a7 blanques peó · b7 negres peó · b6 negres peó · b5 negres peó · f5 blanques alfil · b4 negres peó · f4 blanques rei · b3 negres peó · a1 blanques torre | 3 |
| 2 | a8 negres rei · a7 blanques peó · b7 negres peó · b6 negres peó · b5 negres peó · f5 blanques alfil · b4 negres peó · f4 blanques rei · b3 negres peó · a1 blanques torre | a8 negres rei · a7 blanques peó · b7 negres peó · b6 negres peó · b5 negres peó · f5 blanques alfil · b4 negres peó · f4 blanques rei · b3 negres peó · a1 blanques torre | a8 negres rei · a7 blanques peó · b7 negres peó · b6 negres peó · b5 negres peó · f5 blanques alfil · b4 negres peó · f4 blanques rei · b3 negres peó · a1 blanques torre | a8 negres rei · a7 blanques peó · b7 negres peó · b6 negres peó · b5 negres peó · f5 blanques alfil · b4 negres peó · f4 blanques rei · b3 negres peó · a1 blanques torre | a8 negres rei · a7 blanques peó · b7 negres peó · b6 negres peó · b5 negres peó · f5 blanques alfil · b4 negres peó · f4 blanques rei · b3 negres peó · a1 blanques torre | a8 negres rei · a7 blanques peó · b7 negres peó · b6 negres peó · b5 negres peó · f5 blanques alfil · b4 negres peó · f4 blanques rei · b3 negres peó · a1 blanques torre | a8 negres rei · a7 blanques peó · b7 negres peó · b6 negres peó · b5 negres peó · f5 blanques alfil · b4 negres peó · f4 blanques rei · b3 negres peó · a1 blanques torre | a8 negres rei · a7 blanques peó · b7 negres peó · b6 negres peó · b5 negres peó · f5 blanques alfil · b4 negres peó · f4 blanques rei · b3 negres peó · a1 blanques torre | 2 |
| 1 | a8 negres rei · a7 blanques peó · b7 negres peó · b6 negres peó · b5 negres peó · f5 blanques alfil · b4 negres peó · f4 blanques rei · b3 negres peó · a1 blanques torre | a8 negres rei · a7 blanques peó · b7 negres peó · b6 negres peó · b5 negres peó · f5 blanques alfil · b4 negres peó · f4 blanques rei · b3 negres peó · a1 blanques torre | a8 negres rei · a7 blanques peó · b7 negres peó · b6 negres peó · b5 negres peó · f5 blanques alfil · b4 negres peó · f4 blanques rei · b3 negres peó · a1 blanques torre | a8 negres rei · a7 blanques peó · b7 negres peó · b6 negres peó · b5 negres peó · f5 blanques alfil · b4 negres peó · f4 blanques rei · b3 negres peó · a1 blanques torre | a8 negres rei · a7 blanques peó · b7 negres peó · b6 negres peó · b5 negres peó · f5 blanques alfil · b4 negres peó · f4 blanques rei · b3 negres peó · a1 blanques torre | a8 negres rei · a7 blanques peó · b7 negres peó · b6 negres peó · b5 negres peó · f5 blanques alfil · b4 negres peó · f4 blanques rei · b3 negres peó · a1 blanques torre | a8 negres rei · a7 blanques peó · b7 negres peó · b6 negres peó · b5 negres peó · f5 blanques alfil · b4 negres peó · f4 blanques rei · b3 negres peó · a1 blanques torre | a8 negres rei · a7 blanques peó · b7 negres peó · b6 negres peó · b5 negres peó · f5 blanques alfil · b4 negres peó · f4 blanques rei · b3 negres peó · a1 blanques torre | 1 |
|   | a | b | c | d | e | f | g | h |   |

Krabbé va anomenar com el "tema de l'eruga" als problemes i estudis on els peons doblats o triplicats es mouen un després de l'altre. El diagrama de l'esquerra mostra un exemple particularment ximple, on les blanques forcen mat en sis jugades. La solució és 1.Ab1 b2 b3 2.Ta2 3.Ta3 b4 b5 4.Ta4 5.Ta5 b6 6.Ae4 i mat. Krabbé va escriure un article complet sobre el tema de l'eruga, detallant-ne uns deu exemples.
|   | a | b | c | d | e | f | g | h |   |
| 8 | a8 negres rei · a7 blanques peó · a6 blanques peó · a5 blanques peó · a4 blanques peó · a3 blanques peó · a2 blanques peó · a1 blanques torre · e1 blanques rei | a8 negres rei · a7 blanques peó · a6 blanques peó · a5 blanques peó · a4 blanques peó · a3 blanques peó · a2 blanques peó · a1 blanques torre · e1 blanques rei | a8 negres rei · a7 blanques peó · a6 blanques peó · a5 blanques peó · a4 blanques peó · a3 blanques peó · a2 blanques peó · a1 blanques torre · e1 blanques rei | a8 negres rei · a7 blanques peó · a6 blanques peó · a5 blanques peó · a4 blanques peó · a3 blanques peó · a2 blanques peó · a1 blanques torre · e1 blanques rei | a8 negres rei · a7 blanques peó · a6 blanques peó · a5 blanques peó · a4 blanques peó · a3 blanques peó · a2 blanques peó · a1 blanques torre · e1 blanques rei | a8 negres rei · a7 blanques peó · a6 blanques peó · a5 blanques peó · a4 blanques peó · a3 blanques peó · a2 blanques peó · a1 blanques torre · e1 blanques rei | a8 negres rei · a7 blanques peó · a6 blanques peó · a5 blanques peó · a4 blanques peó · a3 blanques peó · a2 blanques peó · a1 blanques torre · e1 blanques rei | a8 negres rei · a7 blanques peó · a6 blanques peó · a5 blanques peó · a4 blanques peó · a3 blanques peó · a2 blanques peó · a1 blanques torre · e1 blanques rei | 8 |
| 7 | a8 negres rei · a7 blanques peó · a6 blanques peó · a5 blanques peó · a4 blanques peó · a3 blanques peó · a2 blanques peó · a1 blanques torre · e1 blanques rei | a8 negres rei · a7 blanques peó · a6 blanques peó · a5 blanques peó · a4 blanques peó · a3 blanques peó · a2 blanques peó · a1 blanques torre · e1 blanques rei | a8 negres rei · a7 blanques peó · a6 blanques peó · a5 blanques peó · a4 blanques peó · a3 blanques peó · a2 blanques peó · a1 blanques torre · e1 blanques rei | a8 negres rei · a7 blanques peó · a6 blanques peó · a5 blanques peó · a4 blanques peó · a3 blanques peó · a2 blanques peó · a1 blanques torre · e1 blanques rei | a8 negres rei · a7 blanques peó · a6 blanques peó · a5 blanques peó · a4 blanques peó · a3 blanques peó · a2 blanques peó · a1 blanques torre · e1 blanques rei | a8 negres rei · a7 blanques peó · a6 blanques peó · a5 blanques peó · a4 blanques peó · a3 blanques peó · a2 blanques peó · a1 blanques torre · e1 blanques rei | a8 negres rei · a7 blanques peó · a6 blanques peó · a5 blanques peó · a4 blanques peó · a3 blanques peó · a2 blanques peó · a1 blanques torre · e1 blanques rei | a8 negres rei · a7 blanques peó · a6 blanques peó · a5 blanques peó · a4 blanques peó · a3 blanques peó · a2 blanques peó · a1 blanques torre · e1 blanques rei | 7 |
| 6 | a8 negres rei · a7 blanques peó · a6 blanques peó · a5 blanques peó · a4 blanques peó · a3 blanques peó · a2 blanques peó · a1 blanques torre · e1 blanques rei | a8 negres rei · a7 blanques peó · a6 blanques peó · a5 blanques peó · a4 blanques peó · a3 blanques peó · a2 blanques peó · a1 blanques torre · e1 blanques rei | a8 negres rei · a7 blanques peó · a6 blanques peó · a5 blanques peó · a4 blanques peó · a3 blanques peó · a2 blanques peó · a1 blanques torre · e1 blanques rei | a8 negres rei · a7 blanques peó · a6 blanques peó · a5 blanques peó · a4 blanques peó · a3 blanques peó · a2 blanques peó · a1 blanques torre · e1 blanques rei | a8 negres rei · a7 blanques peó · a6 blanques peó · a5 blanques peó · a4 blanques peó · a3 blanques peó · a2 blanques peó · a1 blanques torre · e1 blanques rei | a8 negres rei · a7 blanques peó · a6 blanques peó · a5 blanques peó · a4 blanques peó · a3 blanques peó · a2 blanques peó · a1 blanques torre · e1 blanques rei | a8 negres rei · a7 blanques peó · a6 blanques peó · a5 blanques peó · a4 blanques peó · a3 blanques peó · a2 blanques peó · a1 blanques torre · e1 blanques rei | a8 negres rei · a7 blanques peó · a6 blanques peó · a5 blanques peó · a4 blanques peó · a3 blanques peó · a2 blanques peó · a1 blanques torre · e1 blanques rei | 6 |
| 5 | a8 negres rei · a7 blanques peó · a6 blanques peó · a5 blanques peó · a4 blanques peó · a3 blanques peó · a2 blanques peó · a1 blanques torre · e1 blanques rei | a8 negres rei · a7 blanques peó · a6 blanques peó · a5 blanques peó · a4 blanques peó · a3 blanques peó · a2 blanques peó · a1 blanques torre · e1 blanques rei | a8 negres rei · a7 blanques peó · a6 blanques peó · a5 blanques peó · a4 blanques peó · a3 blanques peó · a2 blanques peó · a1 blanques torre · e1 blanques rei | a8 negres rei · a7 blanques peó · a6 blanques peó · a5 blanques peó · a4 blanques peó · a3 blanques peó · a2 blanques peó · a1 blanques torre · e1 blanques rei | a8 negres rei · a7 blanques peó · a6 blanques peó · a5 blanques peó · a4 blanques peó · a3 blanques peó · a2 blanques peó · a1 blanques torre · e1 blanques rei | a8 negres rei · a7 blanques peó · a6 blanques peó · a5 blanques peó · a4 blanques peó · a3 blanques peó · a2 blanques peó · a1 blanques torre · e1 blanques rei | a8 negres rei · a7 blanques peó · a6 blanques peó · a5 blanques peó · a4 blanques peó · a3 blanques peó · a2 blanques peó · a1 blanques torre · e1 blanques rei | a8 negres rei · a7 blanques peó · a6 blanques peó · a5 blanques peó · a4 blanques peó · a3 blanques peó · a2 blanques peó · a1 blanques torre · e1 blanques rei | 5 |
| 4 | a8 negres rei · a7 blanques peó · a6 blanques peó · a5 blanques peó · a4 blanques peó · a3 blanques peó · a2 blanques peó · a1 blanques torre · e1 blanques rei | a8 negres rei · a7 blanques peó · a6 blanques peó · a5 blanques peó · a4 blanques peó · a3 blanques peó · a2 blanques peó · a1 blanques torre · e1 blanques rei | a8 negres rei · a7 blanques peó · a6 blanques peó · a5 blanques peó · a4 blanques peó · a3 blanques peó · a2 blanques peó · a1 blanques torre · e1 blanques rei | a8 negres rei · a7 blanques peó · a6 blanques peó · a5 blanques peó · a4 blanques peó · a3 blanques peó · a2 blanques peó · a1 blanques torre · e1 blanques rei | a8 negres rei · a7 blanques peó · a6 blanques peó · a5 blanques peó · a4 blanques peó · a3 blanques peó · a2 blanques peó · a1 blanques torre · e1 blanques rei | a8 negres rei · a7 blanques peó · a6 blanques peó · a5 blanques peó · a4 blanques peó · a3 blanques peó · a2 blanques peó · a1 blanques torre · e1 blanques rei | a8 negres rei · a7 blanques peó · a6 blanques peó · a5 blanques peó · a4 blanques peó · a3 blanques peó · a2 blanques peó · a1 blanques torre · e1 blanques rei | a8 negres rei · a7 blanques peó · a6 blanques peó · a5 blanques peó · a4 blanques peó · a3 blanques peó · a2 blanques peó · a1 blanques torre · e1 blanques rei | 4 |
| 3 | a8 negres rei · a7 blanques peó · a6 blanques peó · a5 blanques peó · a4 blanques peó · a3 blanques peó · a2 blanques peó · a1 blanques torre · e1 blanques rei | a8 negres rei · a7 blanques peó · a6 blanques peó · a5 blanques peó · a4 blanques peó · a3 blanques peó · a2 blanques peó · a1 blanques torre · e1 blanques rei | a8 negres rei · a7 blanques peó · a6 blanques peó · a5 blanques peó · a4 blanques peó · a3 blanques peó · a2 blanques peó · a1 blanques torre · e1 blanques rei | a8 negres rei · a7 blanques peó · a6 blanques peó · a5 blanques peó · a4 blanques peó · a3 blanques peó · a2 blanques peó · a1 blanques torre · e1 blanques rei | a8 negres rei · a7 blanques peó · a6 blanques peó · a5 blanques peó · a4 blanques peó · a3 blanques peó · a2 blanques peó · a1 blanques torre · e1 blanques rei | a8 negres rei · a7 blanques peó · a6 blanques peó · a5 blanques peó · a4 blanques peó · a3 blanques peó · a2 blanques peó · a1 blanques torre · e1 blanques rei | a8 negres rei · a7 blanques peó · a6 blanques peó · a5 blanques peó · a4 blanques peó · a3 blanques peó · a2 blanques peó · a1 blanques torre · e1 blanques rei | a8 negres rei · a7 blanques peó · a6 blanques peó · a5 blanques peó · a4 blanques peó · a3 blanques peó · a2 blanques peó · a1 blanques torre · e1 blanques rei | 3 |
| 2 | a8 negres rei · a7 blanques peó · a6 blanques peó · a5 blanques peó · a4 blanques peó · a3 blanques peó · a2 blanques peó · a1 blanques torre · e1 blanques rei | a8 negres rei · a7 blanques peó · a6 blanques peó · a5 blanques peó · a4 blanques peó · a3 blanques peó · a2 blanques peó · a1 blanques torre · e1 blanques rei | a8 negres rei · a7 blanques peó · a6 blanques peó · a5 blanques peó · a4 blanques peó · a3 blanques peó · a2 blanques peó · a1 blanques torre · e1 blanques rei | a8 negres rei · a7 blanques peó · a6 blanques peó · a5 blanques peó · a4 blanques peó · a3 blanques peó · a2 blanques peó · a1 blanques torre · e1 blanques rei | a8 negres rei · a7 blanques peó · a6 blanques peó · a5 blanques peó · a4 blanques peó · a3 blanques peó · a2 blanques peó · a1 blanques torre · e1 blanques rei | a8 negres rei · a7 blanques peó · a6 blanques peó · a5 blanques peó · a4 blanques peó · a3 blanques peó · a2 blanques peó · a1 blanques torre · e1 blanques rei | a8 negres rei · a7 blanques peó · a6 blanques peó · a5 blanques peó · a4 blanques peó · a3 blanques peó · a2 blanques peó · a1 blanques torre · e1 blanques rei | a8 negres rei · a7 blanques peó · a6 blanques peó · a5 blanques peó · a4 blanques peó · a3 blanques peó · a2 blanques peó · a1 blanques torre · e1 blanques rei | 2 |
| 1 | a8 negres rei · a7 blanques peó · a6 blanques peó · a5 blanques peó · a4 blanques peó · a3 blanques peó · a2 blanques peó · a1 blanques torre · e1 blanques rei | a8 negres rei · a7 blanques peó · a6 blanques peó · a5 blanques peó · a4 blanques peó · a3 blanques peó · a2 blanques peó · a1 blanques torre · e1 blanques rei | a8 negres rei · a7 blanques peó · a6 blanques peó · a5 blanques peó · a4 blanques peó · a3 blanques peó · a2 blanques peó · a1 blanques torre · e1 blanques rei | a8 negres rei · a7 blanques peó · a6 blanques peó · a5 blanques peó · a4 blanques peó · a3 blanques peó · a2 blanques peó · a1 blanques torre · e1 blanques rei | a8 negres rei · a7 blanques peó · a6 blanques peó · a5 blanques peó · a4 blanques peó · a3 blanques peó · a2 blanques peó · a1 blanques torre · e1 blanques rei | a8 negres rei · a7 blanques peó · a6 blanques peó · a5 blanques peó · a4 blanques peó · a3 blanques peó · a2 blanques peó · a1 blanques torre · e1 blanques rei | a8 negres rei · a7 blanques peó · a6 blanques peó · a5 blanques peó · a4 blanques peó · a3 blanques peó · a2 blanques peó · a1 blanques torre · e1 blanques rei | a8 negres rei · a7 blanques peó · a6 blanques peó · a5 blanques peó · a4 blanques peó · a3 blanques peó · a2 blanques peó · a1 blanques torre · e1 blanques rei | 1 |
|   | a | b | c | d | e | f | g | h |   |

El compositor nord-americà William A. Shinkman (1847-1933) és famós per compondre el problema del diagrama de la dreta, amb els peons sextuplicats a la columna a. Tal com Krabbé escriu a la seva pàgina web, "La solució, com que ha de ser humorística, no és difícil: 1.0-0-0 Rxa7 2.Td8 Rxa6 3.Td7 Rxa5 4.Td6 Rxa4 5.Td5 Rxa3 6.Td4 Rxa2 7.Td3 Ra1 8.Ta3 i mat" No obstant això, el problema és "arruïnat" (cook, en anglès, en l'argot de la composició d'escacs) perquè amb 1.Rd2 també es força el mat en vuit moviments. No obstant això, aquest problema no estava pensat que fos un mat en vuit jugades, sinó que fos un problema d'anàlisi retrospectiu en 34 moviments amb set captures consecutives de les negres.

## Humor en els problemes d'escacs tradicionals
L'humor és un component d'alguns dels temes tradicionals, com és el cas dels Escacs grotesc i 
Excelsior.
L'any 2004, Hans Böhm va patrocinar un torneig d'escacs per compondre estudis de finals humorístics. Les dues millors entrades apareixen amb les solucions a la pàgina web de Krabbe.